# 国立病院機構渋川医療センター
独立行政法人国立病院機構渋川医療センター（どくりつぎょうせいほうじんこくりつびょういんきこうしぶかわいりょうセンター）は、群馬県渋川市にある医療機関。
独立行政法人国立病院機構が運営する病院である。

## 概要
国立病院機構西群馬病院 と市立渋川総合病院 を統合し、2016年（平成28年）3月26日に開院し、4月1日から外来診療を開始した。
新病院は、地上7階・地下1階建て、23診療科と病床数450は開業時点では群馬県内有数の規模である。
群馬県初の高性能放射線治療装置や最新型のMRIなど開業時点で最新の医療機関が整備された。

## 診療科・部門
- 診療科
  - 呼吸器内科
  - 循環器内科
  - 小児科・重症心身障害児
  - 血液内科
  - 消化器内科
  - 内分泌・代謝内科
  - 緩和ケア科
  - 精神腫瘍科
  - 呼吸器外科
  - 消化器外科
  - 脳神経外科
  - 整形外科
  - 泌尿器科
  - 皮膚科
  - 乳腺・内分泌科
  - 眼科
  - 麻酔科
  - 放射線診断科
  - 放射線治療科
  - 病理診断科
  - 救急診療科
  - 歯科口腔外科

- 診療センター
  - てんかんセンター

- 部門
  - 患者相談支援センター
  - 臨床研究部
  - 看護部
  - 薬剤部
  - 放射線科
  - 検査科
  - 栄養管理室
  - リハビリテーション部
  - 事務部
  - 療育指導室
  - 重症心身障害病棟

## 医療機関指定
出典
| 地域がん診療連携拠点病院 | 緩和ケア医療                         |
| 結核拠点病院             | 重症心身障害児（者）医療             |
| エイズ治療拠点病院       | 肝疾患専門医療機関                   |
| てんかん支援拠点病院     | 救急告示病院                         |
| 地域医療支援病院         | 災害拠点病院（ＤＭＡＴ指定医療機関） |
| 第二種感染症指定医療機関 |                                      |

## 学会認定施設
出典
| 日本内科学会認定医制度教育関連病院                                               | 日本呼吸器学会認定施設                       |
| 日本呼吸器内視鏡学会認定施設                                                     | 日本血液学会血液研修施設                     |
| 日本乳癌学会認定施設                                                             | 日本臨床腫瘍教育学会認定研修施設             |
| 日本外科学会認定外科専門医制度修練施設                                           | 日本呼吸器外科学会基幹施設                   |
| 日本胸部外科学会教育施設                                                         | 日本がん治療認定医機構認定研修施設           |
| 日本静脈経腸栄養学会ＮＳＴ稼働施設                                               | 日本放射線腫瘍学会認定施設                   |
| 日本アレルギー学会認定教育施設                                                   | 日本緩和医療学会認定研修施設                 |
| 日本癌治療学会認定がん医療ネットワーク ナビゲーター認定研修施設                  | 日本病理学会研修登録施設                     |
| 日本乳房オンコプラスティックサージャリー学会認定乳房再建用エキスパンダー実施施設 | 日本医学放射線学会認定放射線科専門医修練機関 |
| 日本泌尿器科学会泌尿器科専門医教育施設                                           | 日本麻酔科学会麻酔科認定病院                 |
| 日本消化器内視鏡学会 指導連携施設                                                | 日本消化器外科学会指定修練施設               |
| 日本てんかん学会研修施設                                                         |                                              |